# Кампо нел'Елба
Ка̀мпо нел'Ѐлба (на италиански: Campo nell'Elba) е община в Централна Италия, провинция Ливорно, регион Тоскана. Административен център на общината е градче Марина ди Кампо (Marina di Campo), което е разположено на 2 m надморска височина, на южния бряг на остров Елба Населението на общината е 4858 души (към 2018 г.).
Това е една от седемте общини в острова Елба и островът Пианоза е под управлението на общината.